# 1805 na música

## Eventos
- 20 de Novembro - Estreia Fidelio, a única Ópera de Ludwig Van Beethoven, no Theater an der Wien.

## Nascimentos
| Data | Nome | Profissão | Nacionalidade | Observações | Ref |
| ---- | ---- | --------- | ------------- | ----------- | --- |

## Mortes
| Data       | Nome             | Profissão  | Nacionalidade | Observações | Ref |
| ---------- | ---------------- | ---------- | ------------- | ----------- | --- |
| 28 de Maio | Luigi Boccherini | compositor | Itália        | n. 1743     |     |